# U Sagittarii
U Sagittarii (U Sgr / HD 170764 / HR 6947) és un estel variable en la constel·lació de Sagitari. Forma part del cúmul obert M25 o IC 4725.
Igual que X Sagittarii, W Sagittarii i Y Sagittarii, tots ells en aquesta mateixa constel·lació, U Sagittarii és una variable cefeida; la seva magnitud aparent oscil·la entre +6,28 i +7,15 en un període de 6,7452 dies, si bé s'ha observat un augment en el període de 5,11 segons per any. De tipus espectral G1Ib, la seva temperatura efectiva és de 5540 K. El seu radi, segons la font consultada, està comprès entre 43 i 51 vegades el radi solar. La seva massa és 5,1 vegades major que la massa solar. Té un contingut metàl·lic similar al del Sol, i el seu índex de metal·licitat és [Fe/H] = +0,08. Encara que en general els nivells dels diferents elements no difereixen excessivament dels valors solars, s'aprecia enriquiment de sodi i zinc ([Zn/H] = +0,27), així com cert empobriment en escandi i magnesi.
La seva distància respecte al sistema solar, basada en la relació entre les variacions de color i del diàmetre angular, és d'aproximadament 1.760 anys llum, una mica inferior a la estimada per al cúmul M25 (uns 2.000 anys llum).